# Mišmar ha-Šiv'a
Mišmar ha-Šiv'a (hebrejsky מִשְׁמַר הַשִּׁבְעָה, doslova „Stráž sedmi“, v oficiálním přepisu do angličtiny Mishmar HaShiv'a) je vesnice typu mošav v Izraeli, v Centrálním distriktu, v Oblastní radě Emek Lod.

## Geografie
Leží v nadmořské výšce 27 metrů v hustě osídlené a zemědělsky intenzivně využívané pobřežní nížině. Na sever od mošavu leží bývalá centrální skládka odpadu pro telavivskou aglomeraci Chirija, která má podobu umělého pahorku. Počátkem 21. století byly zahájeny přípravy na proměnu bývalé skládky na Ajalonský park (později přejmenován na Šaronův park).
Obec se nachází 8 kilometrů od břehu Středozemního moře, cca 8 kilometrů jihovýchodně od centra Tel Avivu, cca 47 kilometrů severozápadně od historického jádra Jeruzalému a 3 kilometrů východně od města Cholon. Leží v silně urbanizovaném území, v jihovýchodní části aglomerace Tel Avivu. Vesnice je stavebně propojena se sousedním městem Bejt Dagan. 5 kilometrů východním směrem od mošavu se rozkládá Ben Gurionovo mezinárodní letiště. Mišmar ha-Šiv'a obývají Židé, přičemž osídlení v tomto regionu je etnicky převážně židovské.
Mišmar ha-Šiv'a je na dopravní síť napojen pomocí dálnice číslo 4 a dálnice číslo 1 z Tel Avivu do Jeruzalému, které se u obce kříží a vytvářejí jeden z nejfrekventovanějších dopravních uzlů v zemi. Paralelně s dálnicí číslo 1 vede rovněž železniční trať do města Lod, která ale nemá v mošavu stanici. Kromě toho obec na jihu míjí dálnice číslo 44 a na východě silnice číslo 412.

## Dějiny
Mišmar ha-Šiv'a byl založen v roce 1949. Zakladateli mošavu byla skupina veteránů izraelské armády z bojů během války za nezávislost v letech 1948–1949, kteří se po návratu z války rozhodli pro vesnický způsob života. Vesnice je pojmenována na počest sedmi vojáků, kteří tehdy padli při bojích o přístup do Jeruzalému.
Správní území vesnice dosahuje 1600 dunamů (1,6 kilometru čtverečního). Původně šlo o ryze zemědělské sídlo, v současnosti ovšem většina obyvatel za prací dojíždí mimo obec a jen malá část se zabývá zemědělstvím.

## Demografie
Podle údajů z roku 2014 tvořili naprostou většinu obyvatel v Mišmar ha-Šiv'a Židé (včetně statistické kategorie „ostatní“, která zahrnuje nearabské obyvatele židovského původu ale bez formální příslušnosti k židovskému náboženství).
Jde o menší obec vesnického typu s dlouhodobě mírně rostoucí populací. K 31. prosinci 2014 zde žilo 970 lidí. Během roku 2014 populace stoupla o 0,3 %.
| Rok            | 1961 | 1972 | 1983 | 1995 | 2001 | 2003 | 2004 | 2005 | 2006 | 2007 | 2008 | 2009 | 2010 | 2011 | 2012 | 2013 | 2014 |
| -------------- | ---- | ---- | ---- | ---- | ---- | ---- | ---- | ---- | ---- | ---- | ---- | ---- | ---- | ---- | ---- | ---- | ---- |
| Počet obyvatel | 486  | 426  | 522  | 619  | 689  | 688  | 677  | 694  | 698  | 746  | 770  | 769  | 854  | 927  | 947  | 967  | 970  |